# Martin Dzingel
Martin Dzingel (* 7. srpna 1975) je lingvista a zástupce německé menšiny v České republice.

## Život
Martin Dzingel vyrůstal v Rýmařově (Hrubý Jeseník) v německé sociálnědemokratické rodině. Už během studií lingvistiky v Pardubicích a v Brně se angažoval pro německou menšinu ve Svazu Němců Severní Morava-Orlické hory. V roce 1998 byl zvolen do představitelstva zastřešující organizace Shromáždění německých spolků v České republice a od roku 2001 je jejím jednatelem v Praze.
V roce 2010 byl Dzingel poprvé zvolen ředitelem Shromáždění německých spolků a v roce 2016 svůj post obhájil. Dzingel je členem dozorčí rady Základní školy česko-německého porozumění a Gymnázia Thomase Manna v Praze, jehož zastupujícím orgánem je Shromáždění německých spolků. Martin Dzingel je v Radě pro národnostní menšiny vlády ČR a je členem rady Česko-německého diskuzního fóra.